# Baligród (gmina)
Baligród – gmina wiejska w województwie podkarpackim, w powiecie leskim.
Siedziba władz gminy to Baligród.
Według danych z 30 czerwca 2004 gminę zamieszkiwały 3182 osoby.
W 2013 na terenie gminy powstało prywatne lądowisko Dolina Ruchlinu-Żernica.

## Struktura powierzchni
Według danych z roku 2002 gmina Baligród ma obszar 158,12 km², w tym:
- użytki rolne: 22%
- użytki leśne: 67%

Gmina stanowi 18,94% powierzchni powiatu.

## Historia

### 1934–1939
Gmina zbiorowa Baligród została utworzona 1 sierpnia 1934 roku w powiecie leskim w województwie lwowskim z dotychczasowych jednostkowych gmin wiejskich: Baligród, Bystre, Cisowiec, Jabłonki, Kielczawa, Kołonice, Łubne, Mchawa, Rabe ad Baligród, Rostoki Dolne i Stężnica. Gminy te przekształcono 17 września 1934 w 11 gromad (sołectw) gminy Baligród.

### 1939–1944
Po wybuchu II wojny światowej i agresji ZSRR na Polskę granica niemiecko-sowiecka przedzieliła powiat leski wzdłuż Sanu. Cała gmina Baligród została zajęta przez Niemców, wchodząc w skład Landkreis Sanok dystryktu krakowskiego Generalnego Gubernatorstwa. Liczba mieszkańców gminy w 1943 roku wynosiła 4856: 1130 w Baligrodzie, 161 w Bystrem, 253 w Cisowcu, 443 w Jabłonkach, 214 w Kielczawie, 315 w Kołonicach, 131 w Łubnem, 592 w Mchawie, 603 w Rabem, 238 w Rostokach Dolnych i 778 w Stężnicy.

### 1944–1954
Po wojnie gmina znalazła się ponownie w Polsce, w reaktywowanym powiecie leskim. 18 sierpnia 1945 gmina weszła w skład nowego województwa rzeszowskiego.
Według stanu z dnia 1 lipca 1952 gmina składała się nadal z 11 gromad: Baligród, Bystre, Cisowiec, Jabłonki, Kielczawa, Kołonice, Łubne, Mchawa, Rabe ad Baligród, Rostoki Dolne i Stężnica. W 1953 roku utworzona dwunastą gromadę Huczwice z części gromady Rabe ad Baligród.
Gmina została zniesiona 29 września 1954  wraz z reformą wprowadzającą gromady w miejsce gmin. Jej obszar wszedł w całości w skład nowej gromady Baligród, którą zasilono także o trzy sołectwa ze zniesionej gminy Łukowe i część gminy Hoczew, przez co był to rzadki przypadek utworzenia gromady większej niż gmina.

### 1973–
Gminę Baligród reaktywowano 1 stycznia 1973 w powiecie bieszczadzkim w woj. rzeszowskim w związku z kolejną reformą administracyjną. Gmina objęła 9 sołectw: Baligród,  Cisowiec, Kielczawa, Mchawa, Nowosiółki, Rostoki Dolne, Stężnica, Zahoczewie i Żerdenka oraz 8 obrębów ewidencyjnych: Bystre, Huczwice, Jabłonki, Kołonice, Łubne, Rabe, Żernica Niżna i Żernica Wyżna.
Nowa gmina Baligród objęła obszar znacznie większy niż w odsłonie sprzed 1954 roku, ponieważ w jej skład weszła część niereaktywowanej gminy Hoczew (Nowosiółki, Zahoczewie, Żerdenka, Żernica Niżna i Żernica Wyżna).
W latach 1975–1998 (od 1 czerwca 1975) gmina położona była w województwie krośnieńskim.
Od 1 stycznia 1999 w nowym w województwie podkarpackim i powiecie bieszczadzkim z siedzibą w Ustrzykach Dolnych.
1 stycznia 2002 gmina weszła w skład (wydzielonego z powiatu bieszczadzkiego) powiatu leskiego.

## Demografia
Dane z 31.12.2017 roku
| Opis                              | Ogółem | Ogółem | Kobiety | Kobiety | Mężczyźni | Mężczyźni |
| --------------------------------- | ------ | ------ | ------- | ------- | --------- | --------- |
| jednostka                         | osób   | %      | osób    | %       | osób      | %         |
| populacja                         | 3 142  | 100    | 1 571   | 50      | 1 571     | 50        |
| gęstość zaludnienia (mieszk./km²) | 20     | 20     | 10      | 10      | 10        | 10        |

Piramida wieku mieszkańców gminy Baligród w 2014 roku.

## Sołectwa
Baligród, Cisowiec, Jabłonki, Kielczawa, Mchawa, Nowosiółki, Roztoki Dolne, Stężnica, Zahoczewie, Żerdenka
Pozostałe miejscowości
Bystre, Kołonice, Łubne, Rabe, Żernica Niżna, Żernica Wyżna.

## Sąsiednie gminy
Cisna, Komańcza, Lesko, Solina, Zagórz